# SPLASH LIFE
SPLASH LIFE（スプラッシュ・ライフ）は、2007年4月7日から2007年9月29日までJ-WAVEで毎週土曜8:00-11:00に放送されていたラジオ番組。ナビゲーター（DJ）は宮本絢子である。六本木ヒルズ森タワーにあるJ-WAVEの専用スタジオから放送される。

## コーナー
コーナーはの大部分は前番組の『WEEKEND MAGIC』から引き継いでいた。
- 8:30-9:00 KEY COFFEE METROPOLITAN CAFE

毎週ブックマスターがコーヒーを飲みながら、約30分間一冊お薦めの本を紹介する。
- 9:10-9:40 HOUSEMATE COLOFUL STYLE

月単位にテーマが入れ替わるこのコーナーは、毎週インテリアなど、ホームライフスタイルを紹介。
- 10:00-10:40 JOMO MORNING GREETING

毎週ゲストに来てもらい、約40分間トークを展開する。